# ジェイレン・グリーン
ジェイレン・ロマンデ・グリーン（Jalen Romande Green、2002年2月9日 - ）は、アメリカ合衆国・カリフォルニア州マーセド出身のプロバスケットボール選手。NBAのヒューストン・ロケッツに所属している。ポジションはシューティングガード。

## 経歴

### 生い立ち
カリフォルニア州のマーセドにて生まれた。その後、マーセドとカリフォルニア州リビングストンで育ち、小学校3年生のときに家族と一緒にカリフォルニア州フレズノに引っ越した。6年生までアマチュア運動連合でプレーし、毎日5時間バスケットボールの練習をしていた。

### ハイスクール
高校に進学した最初の3年間はフレズノにあるサン・ジョアキン・メモリアル高校でプレーし、1年生からスターターとして出場。1試合平均18.1得点と9リバウンドを記録してグリーンはチームをCIFセントラルセクションディビジョンII準優勝とCIFディビジョンII準々決勝に導いた。マックスプレップス・フレッシュマン・オールアメリカンセカンドチームとCIFセントラルセクション新人王を受賞した。2年生になると1試合平均27.9得点・リバウンド7.7の成績を残し、サン・ジョアキン・メモリアルをセントラルセクションディビジョンIIのタイトル獲得とCIFオープンディビジョンのプレーオフに導き、その活躍によりマックスプレップスナショナル・ソフォモア最優秀選手に選ばれ、2年生にしてUSAトゥデイ・オールUSAカリフォルニア・セカンドチームに選ばれた。
3年生では、1試合あたり平均30.1得点・7.8リバウンド・3.6アシストとさらに成績を伸ばし、2年連続のセントラルディビジョンIIチャンピオンシップで優勝を果たした。タイトルゲームにてグリーンは、1971年以来となるロスコー・ポンデクスターが保持していた学校のチーム記録である2,288得点を上回まわった。その後2年連続でUSAトゥデイ・オールUSA・カリフォルニア年間最優秀選手に選ばれ、オールUSAセカンドチームとマックスプレップス・オールアメリカンセカンドチームにも選ばれた。4年生になると、カリフォルニア州ナパにあるプロリフィック・プレップに転校し、2020年3月にはグラインドセッションのMVPをダイシェン・ニックスと同時受賞した。4年生での成績は平均31.5得点・7.5リバウンド・5アシストを記録、チームを31勝3敗と導き、スポーツ・イラストレイテッドの年間最優秀オールアメリカンプレーヤーとマックスプレップス・オールアメリカンファーストチームに選ばれた。そして高校のオールスターであるマクドナルド・オール・アメリカンゲーム、ジョーダン・ブランド・クラシック、ナイキ・フープ・サミットに選出したが、新型コロナウイルスの影響ですべて中止となった。

#### リクルート
主要な情報誌の247Sports、ESPN、Rivalsから5つ星評価され、2020年のクラスでNo.1のシューティングガード選手として格付けされた。15歳になる前にアリゾナ大学、フロリダ州立大学、南カリフォルニア大学など数多くの強豪大学から奨学金のオファーを受けていた。2020年4月16日に大学へは進学せず、NBAGリーグでプロ経験を積んでからNBAに挑戦する道を選んだ。
| 氏名 | 出身                                                                                | 高校 / 大学                   | 身長               | 体重           | コミット日 |
| --- | ----------------------------------------------------------------------------------- | ----------------------------- | ------------------ | -------------- | ---------- |
| ジェイレン・グリーン SG | フレズノ                                                                            | プロリフィック・プレップ (CA) | 6 ft 6 in (1.98 m) | 180 lb (82 kg) | —          |
| ジェイレン・グリーン SG | リクルート スターレーティング: Scout: N/A Rivals: 247Sports: ESPN: ESPNグレード: 97 |                               |                    |                |            |
| 全リクルート順位: Rivals: 2 247Sports: 2 ESPN: 1 |                                                                                     |                               |                    |                |            |
| - 注意: 多くの場合、Scout、Rivals、247Sports、ESPNの間で身長、体重が一致しない可能性がある。 - これらの場合、平均をとっている。ESPNグレードは100ポイントスケールに基づいている。 出典: - “2020 Team Ranking”. Rivals.com. 2021年2月4日閲覧。 |                                                                                     |                               |                    |                |            |

### NBAGリーグ・イグナイト
2020年4月16日にNBAGリーグと1年50万ドルの契約を結び、リーグの新しい開発プログラムの一環として、カリフォルニア州ウォールナットクリークに本拠地を置く、NBAGリーグ・イグナイトに加入した。グリーンがこのプログラムに参加する初の選手となった。

### ヒューストン・ロケッツ
2021年7月29日に行われたNBAドラフトにて、ヒューストン・ロケッツから全体2位で指名された。8月8日のサマーリーグ初戦となったクリーブランド・キャバリアーズ戦にて、30分間の出場で23得点、5リバウンド、2アシストを記録し、84-76で勝利した。10月20日のミネソタ・ティンバーウルブズ戦でNBAデビューを飾り、9得点、4リバウンド、4アシストを記録した。

## 個人成績

### NBA

#### レギュラーシーズン
| シーズン | チーム | GP  | GS  | MPG  | FG%  | 3P%  | FT%  | RPG | APG | SPG | BPG | PPG  |
| -------- | ------ | --- | --- | ---- | ---- | ---- | ---- | --- | --- | --- | --- | ---- |
| 2021–22  | HOU    | 67  | 67  | 31.9 | .426 | .343 | .797 | 3.4 | 2.6 | .7  | .3  | 17.3 |
| 2022–23  | HOU    | 76  | 76  | 34.2 | .416 | .338 | .786 | 3.7 | 3.7 | .8  | .2  | 22.1 |
| 2023–24  | HOU    | 82  | 82  | 31.7 | .423 | .332 | .804 | 5.2 | 3.5 | .8  | .3  | 19.6 |
| 2024–25  | HOU    | 82* | 82* | 32.9 | .423 | .354 | .813 | 4.6 | 3.4 | .9  | .3  | 21.0 |
| 通算     | 通算   | 307 | 307 | 32.7 | .422 | .342 | .799 | 4.3 | 3.4 | .8  | .3  | 20.1 |

#### プレーオフ
| シーズン | チーム | GP | GS | MPG  | FG%  | 3P%  | FT%  | RPG | APG | SPG | BPG | PPG  |
| -------- | ------ | -- | -- | ---- | ---- | ---- | ---- | --- | --- | --- | --- | ---- |
| 2025     | HOU    | 7  | 7  | 31.3 | .372 | .295 | .667 | 5.4 | 2.9 | .6  | .3  | 13.3 |
| 通算     | 通算   | 7  | 7  | 31.3 | .372 | .295 | .667 | 5.4 | 2.9 | .6  | .3  | 13.3 |

### NBAGリーグ

#### レギュラーシーズン
| シーズン | チーム | GP | GS | MPG  | FG%  | 3P%  | FT%  | RPG | APG | SPG | BPG | PPG  |
| -------- | ------ | -- | -- | ---- | ---- | ---- | ---- | --- | --- | --- | --- | ---- |
| 2020–21  | GLI    | 15 | 15 | 32.0 | .461 | .365 | .829 | 4.1 | 2.8 | 1.5 | .3  | 17.9 |
| 通算     | 通算   | 15 | 15 | 32.0 | .461 | .365 | .829 | 4.1 | 2.8 | 1.5 | .3  | 17.9 |

#### プレーオフ
| シーズン | チーム | GP | GS | MPG  | FG%  | 3P%  | FT%  | RPG | APG | SPG | BPG | PPG  |
| -------- | ------ | -- | -- | ---- | ---- | ---- | ---- | --- | --- | --- | --- | ---- |
| 2021     | GLI    | 1  | 1  | 41.0 | .550 | .300 | .571 | 5.0 | 7.0 | 3.0 | .0  | 30.0 |
| 通算     | 通算   | 1  | 1  | 41.0 | .550 | .300 | .571 | 5.0 | 7.0 | 3.0 | .0  | 30.0 |